# Арнолд II фон Велс-Ламбах
Арнолд II фон Велс-Ламбах (на немски: Arnold II von Wels-Lambach, † 1055) от баварския графски род Велс-Ламбахи в Траунгау, е маркграф на Щирия (1035 – 1055).

## Биография
Той е син на Арнолд I фон Велс-Ламбах († 1020) и Хилтибурга от род Арибони, дъщеря на Арибо I, пфалцграф на Бавария, и на Адала Баварска.
След свалянето на Адалберо от Епенщайн през 1035 г. Арнолд II става маркграф на Щирия. През 1050 г. има нападение в замък Ламбах, при което са убити неговата съпруга Регинлинда от Вердюн и синовете му Готфрид и Арнолд III със съпругата му Хацеха. Арнолд II тогава превръща своя замък в колегиален манастир и умира през 1055 г. Неговият единствен оживял син, епископ Адалберо, превръща манастира през 1056 г. в бенедиктински манастир.

## Деца
Арнолд II фон Велс-Ламбах има с Регила/Регинлинда от Вердюн от род Вигерихиди децата:
- Готфрид (1042 – 1050), граф на Питен, ко-маркграф на Щирия, убит 1050 г.
- Арнолд III († 1050), убит 1050 г.
- Адалберо († 1090), епископ на Вюрцбург